# Gabord Competición
Gabord Competición – hiszpański zespół wyścigowy startujący w latach 2002-2004 w World Series by Nissan. W 2002 roku zespół święcił mistrzowski tytuł z Brazylijczykiem Ricardo Zontą, a rok później - z Francuzem Franckiem Montagny. W obu sezonach zespół zdobywał również tytuły w klasyfikacji zespołów.